# Kwai

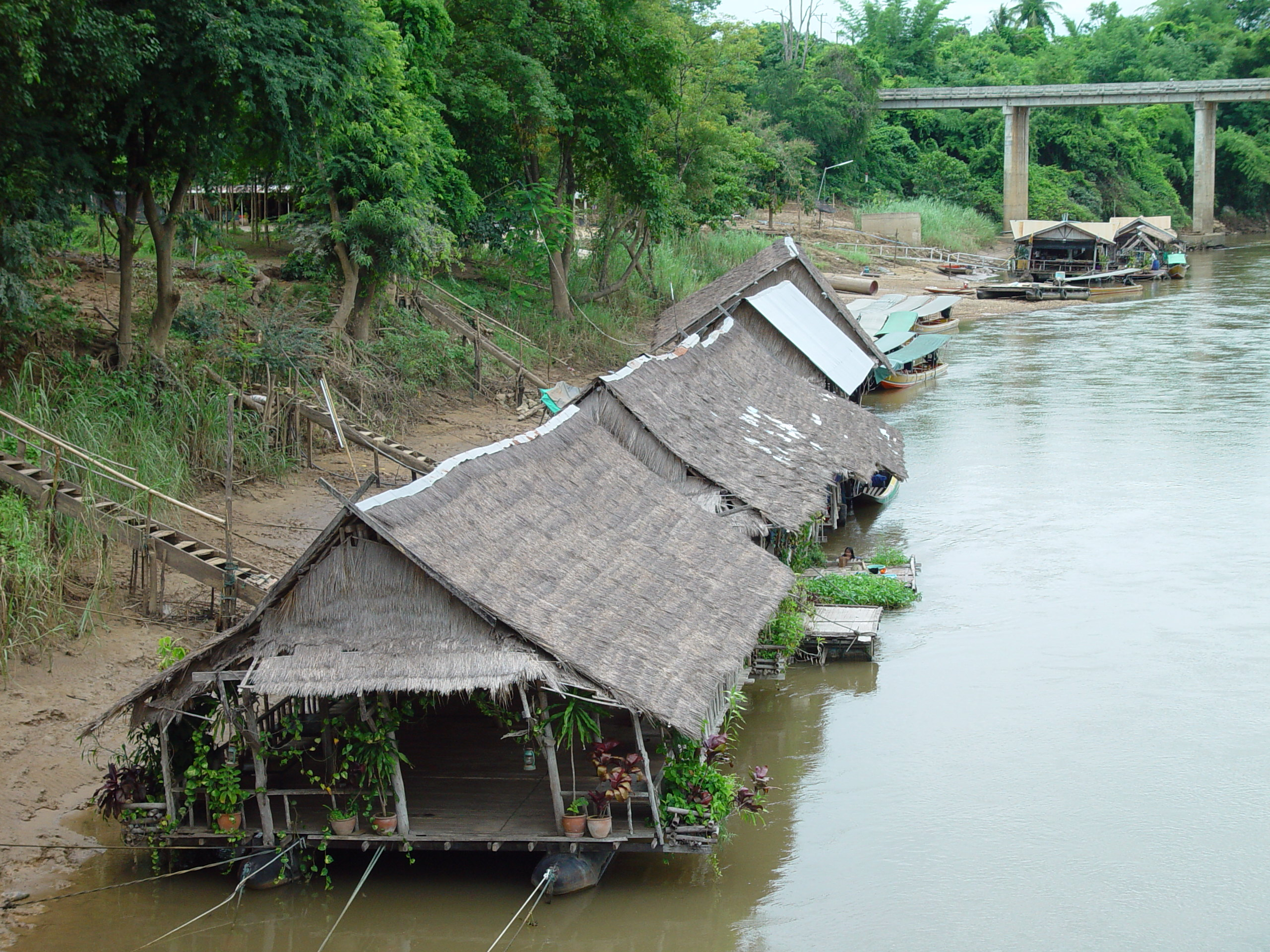
Typiska hus med halmtak på floden Kwai.

Kwai, Khwae Noi (Thai แควน้อย), är en 240 (alternativt 380 km) lång biflod till Chao Phraya i västra Thailand, nära gränsen till Myanmar. Floden har uppmärksammats för den järnvägsbro som japanerna under andra världskriget (1942–43) lät uppföra utanför staden Kanchanaburi.
Brobygget, som utfördes av krigsfångar, gav inspiration till Pierre Boulles roman Le Pont de la rivière Kwaï (1952). Fem år senare kom en långfilm i regi av David Lean (Bron över floden Kwai) som är baserad på boken. Varken platsen för bron eller brons utformning i filmen stämmer dock med verklighetens bro. Den faktiskt byggda järnvägsbron är inte av trä och står fortfarande kvar.